# Plocaederus barauna
Plocaederus barauna är en skalbaggsart som beskrevs av Martins och Monné 2002. Plocaederus barauna ingår i släktet Plocaederus och familjen långhorningar. Inga underarter finns listade i Catalogue of Life.